# Uigurische Literatur
Die uigurische Literatur ist die Literatur der Uiguren, die vor allem im Gebiet des heutigen Xinjiang, in geringerem Umfang auch in Kasachstan in der mit dem Usbekischen verwandten (neu-)uigurischen Sprache verfasst wurde. Sie bedient sich seit der Islamisierung der (persisch-)arabischen (in Xinjiang), später auch der kyrillischen Schrift (in Kasachstan), heute teils auch der lateinischen Schrift (in der Diaspora). Den Begriff der Uiguren verwendet das Volk als Selbstbezeichnung erst seit ca. 1920; vorher wurden die Einwohner als Türkmeni, später als Turkestani bezeichnet.
In Xinjiang stehen die traditionellen Formen uigurischer Dichtung vor allem durch den Zwang zur Verwendung der chinesischen Schrift vor ihrer Auslöschung.

## Frühe buddhistische Literatur auf dem Gebiet der Uiguren
Das Alt-Uigurische ist kein direkter Vorläufer des heutigen Uigurischen. Es war die alttürkische Sprache einer buddhistischen, später manichäischen Hochkultur der Uiguren vom 8./9. bis zum 13./14. Jahrhundert, die zahlreiche schriftliche Quellen in Orchon-Runen, einer reinen Konsonantenschrift, welche erst 1893 entziffert wurden, sowie in Brahmi-Schrift hinterließ. Bei diesen Texten handelte es sich um Übersetzungen aus dem Tocharischen, Chinesischen, Tibetischen und später aus dem Sanskrit. Frühe Übersetzungen basieren auch auf sogdischen Texten. Der buddhistischen Periode entstammt vor allem die Jataka-Dichtung mit Erzählungen aus dem Leben Buddhas sowie das Goldglanz-Sutra, ein Mahayana-Sutra.
Die uigurische Literatursprache der frühesten Zeit hat sich bis zur Mongolenherrschaft erhalten. In einer Grotte der Oasenstadt Dunhuang an der Seidenstraße lagerten etwa 50.000 Schriften aus dem 4. bis 11. Jahrhundert, die Mönche im Jahre 1036 eingemauert hatten, um sie vor den Mongolen zu schützen. Darunter befand sich das Diamant-Sutra, ein Text des Mahayana-Buddhismus, der am 11. Mai 868 als Holztafeldruck hergestellt wurde und als das älteste Buchdruckerzeugnis der Menschheitsgeschichte gilt.

## Karachanidische Phase

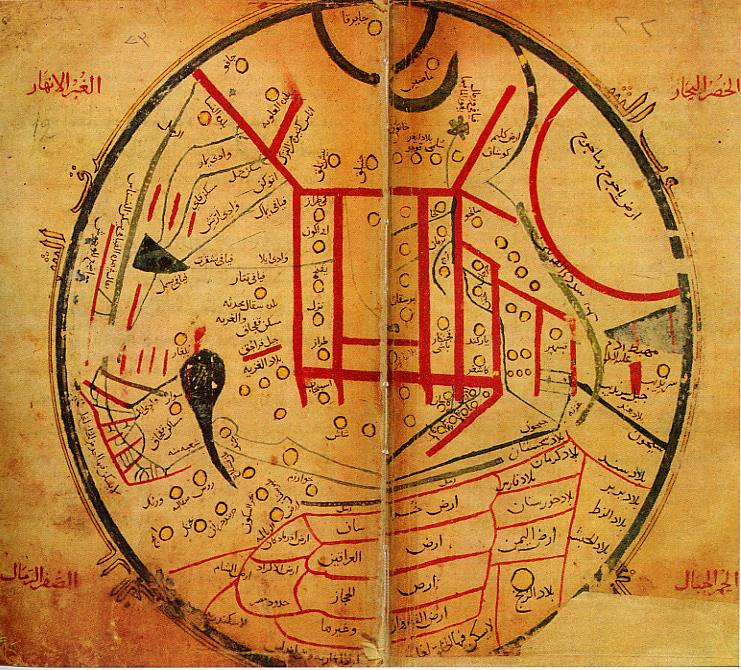
Weltkarte des Gelehrten Mahmūd al-Kāschgharī (11. Jahrhundert). Im Zentrum befindet sich Balasagun, die Hauptstadt der Karachaniden im heutigen Kirgisistan

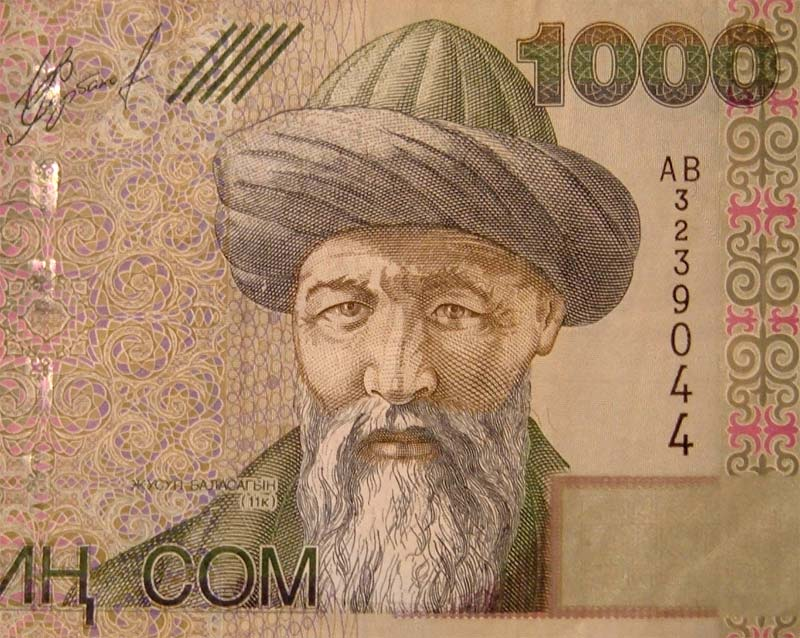
Porträt Yusup Balasagunis auf einer kirgisischen Banknote

Nach der Islamisierung im 10. Jahrhundert entwickelte sich unter den Karachaniden Kaschgar zu einem wichtigen kulturellen Zentrum, das in enger und fruchtbarer Verbindung zu Persien standen. In Kaschgar wirkten große Wissenschaftler und Gelehrte, vor allem Yusup Khass Hajip aus Balasagun (Yusuf Balasaguni, 1018/19–1077/85) und Mahmūd al-Kāschgharī (1005–1102), die Gesellschaft, Kultur, Gebräuche und Sprachen der überwiegend noch nomadischen Turkvölker in mitteltürkischer Sprache beschrieben.

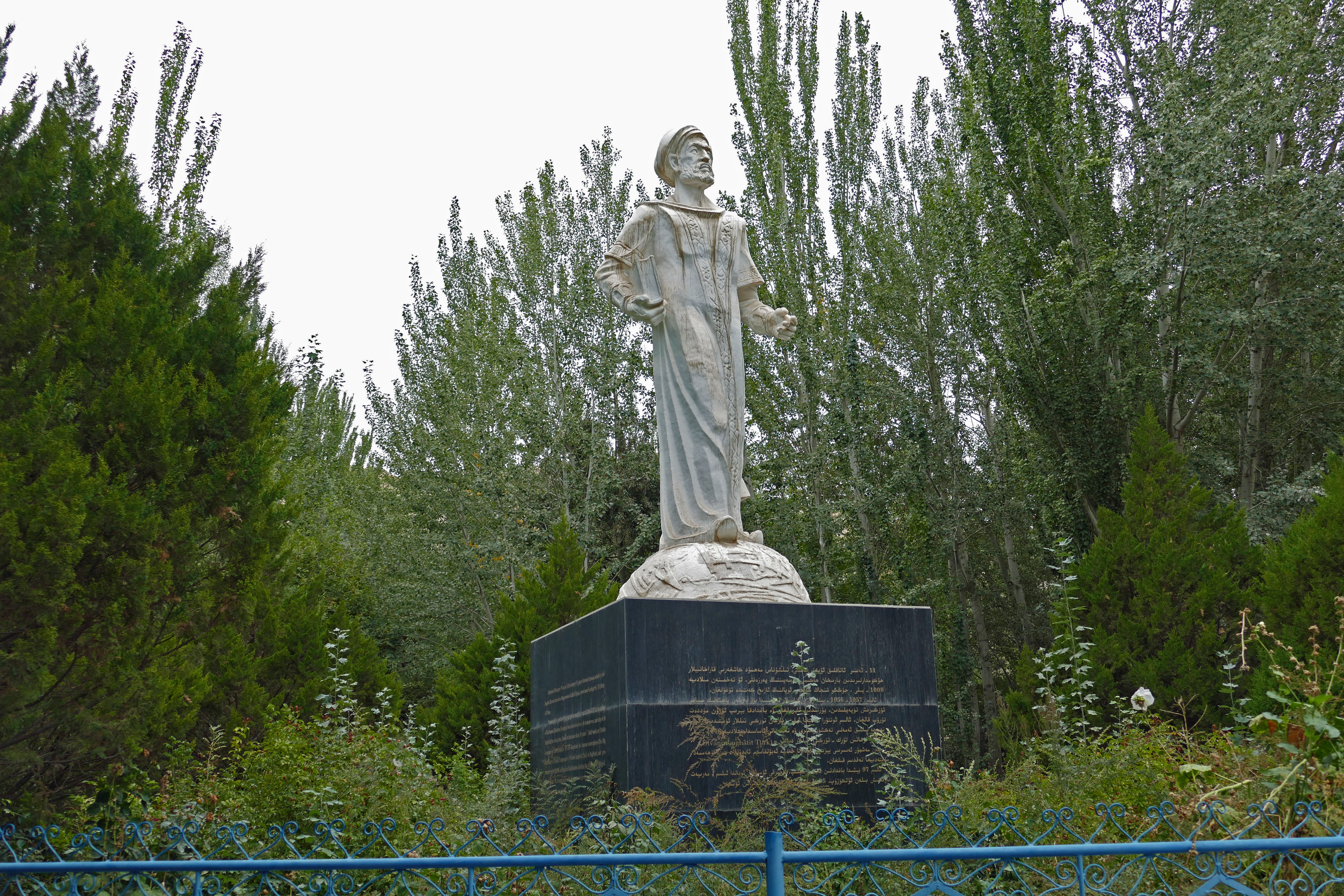
Mausoleum des Mahmūd al-Kāschgharī in Upal, Westliches Xinjiang

Mahmūd al-Kāschgharī verfasste um 1090 in Bagdad ein bedeutendes Wörterbuch der Turksprachen (Divan lugat at-turk, Sammlung der Sprachen der Türken) mit arabischen Übersetzungen, das eine wichtige Quelle zur Folklore Zentralasiens darstellt und für die arabischen Bündnispartner bestimmt war. Er verteidigte die Reinheit der türkischen Sprache gegen externe Einflüsse. Der Wesir, Theologe und Philosoph Yusuf Balasaguni war Urheber des Lehrgedichts Kutadgu Bilig (Gesegnetes Wissen, ca. 1069), das mit der Schöpfungsgeschichte beginnt und aus dem man viele Informationen zu den sozialen Beziehungen und Normen der Turkvölker entnehmen kann. Er sieht sich darin selbst als Begründer der türkischsprachigen Literatur und wird insbesondere in Kirgisistan und Usbekistan verehrt. Seine Grabstätte in Kaschgar wurde während der chinesischen Kulturrevolution zerstört und in der Tauwetterperiode nach dem Tod Mao Zedongs wieder errichtet.
Mit der Islamisierung begann die arabische Schrift die altuigurische Schrift zu verdrängen, die sich jedoch im Tarimbecken bis ins 17. Jahrhundert hielt, aber nicht mehr senkrecht, sondern wie das Arabische von rechts nach links geschrieben wurde.
In das ältere volkssprachliche Kulturgut gelangten nach der Islamisierung viele Motive aus der persisch-arabischen Welt. Diese weltlichen oder religiösen epos-artigen Erzählungen (mit dem persischen Wort Dastan bezeichnet, turksprachlicher Plural: dastanlar) wurden insbesondere auf Festen vorgetragen oder gesungen. Sie sind auch bei Kasachen verbreitet und galten in China noch bis zu Beginn der verschärften kulturellen Unterdrückung um 2017 als schützenswertes Kulturgut.

## Literatur in tschagataischer Sprache

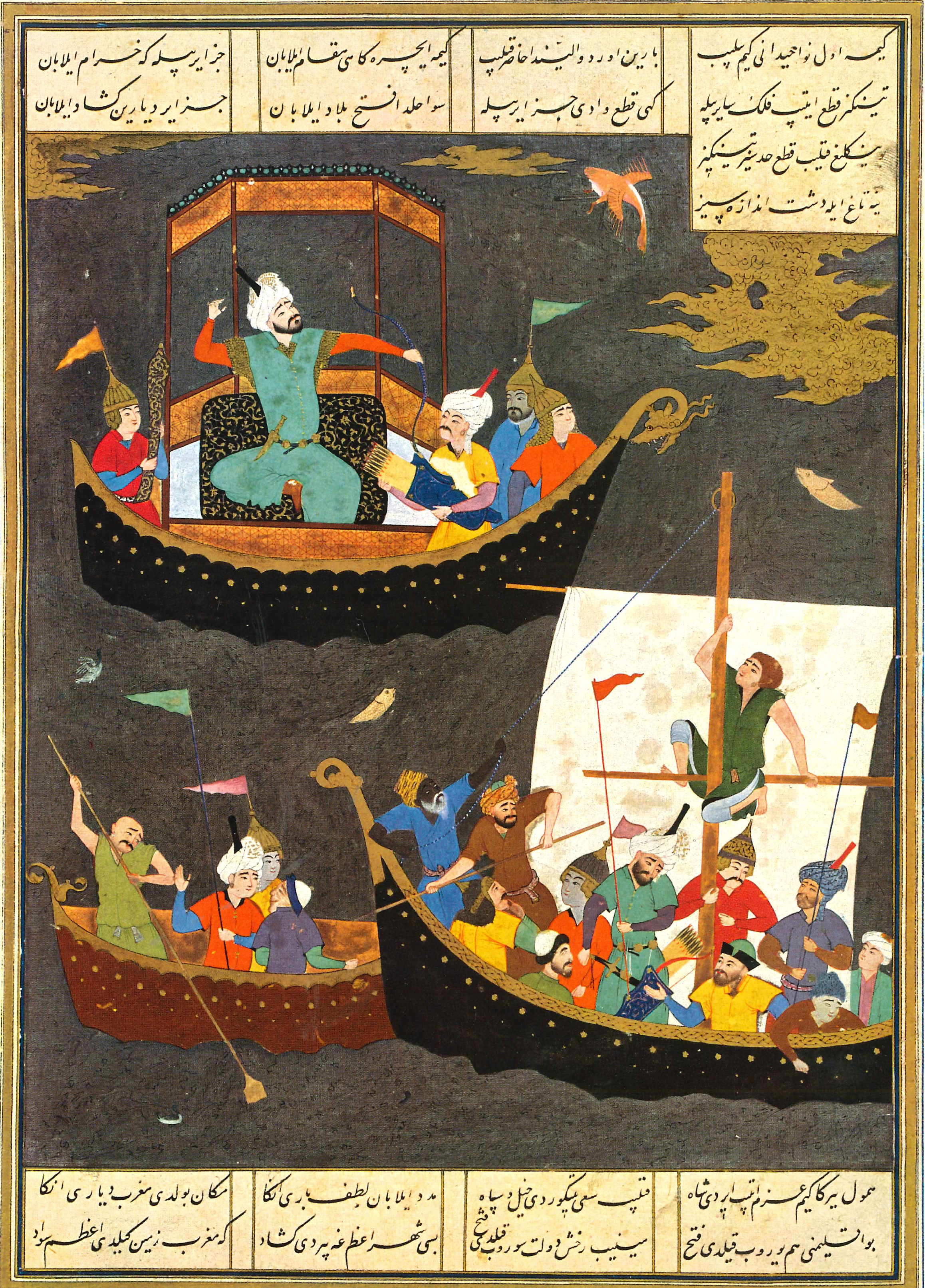
Alexander der Große jagt eine Ente. Seite aus dem Divan-i Nawāʾi (Gesammelte Gedichte des Nawāʾi). Manuskript Täbris 1526.

### Sowjetunion, Kasachstan

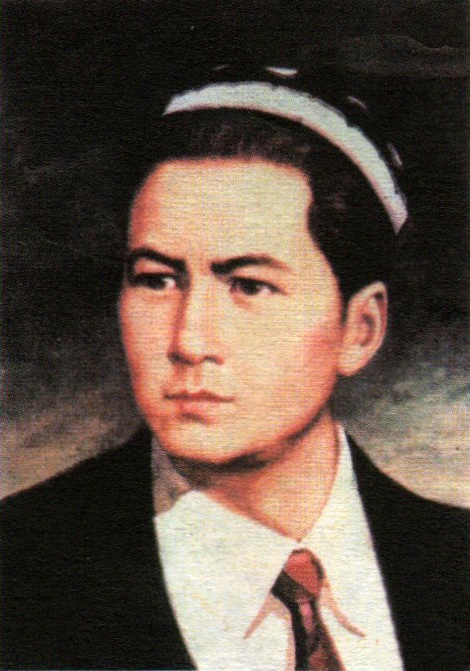
Lutfala Mutalip